# Ван дер Пол, Балтазар
Балтазар ван дер Пол (нидерл. Balthasar van der Pol; 27 января 1889, Утрехт, Нидерланды — 6 октября 1959, Вассенаар, Нидерланды) — нидерландский физик, известный по осциллятору Ван дер Поля, который демонстрирует один из первых примеров автоколебания.

## Биография
Изучал физику в Утрехте, где защитил диссертацию и получил степень доктора 1920 году. Также изучал экспериментальную физику под руководством Джона Амброза Флеминга и Джозефа Джона Томсона в Лондоне и Кембридже. В 1921 году присоединился к «физической лаборатории Филипса» (нидерл. Philips Natuurkundig Laboratorium) в Эйндховене, где остался и работал до 1949 года. В том же году был избран членом нидерландской королевской академии наук.
Научная деятельность Ван дер Поля была сосредоточена преимущественно в разделах математической физики, распространение радиоволн и теории электрических цепей.
Астероид 10443 van der Pol назван в его честь.